# Lee Morgan
Edward Lee Morgan (10. juli 1938 i Philadelphia, Pennsylvania, USA – 19. februar 1972 i New York City, USA) var en amerikansk trompetist.
Morgan var hardbop trompetist og var inspireret af Clifford Brown.
Han spillede i 50´erne hos Dizzy Gillespie i dennes bigband, men kom frem som trompetist i Art Blakeys jazz messengers.
Han havde sideløbende med jazz messengers, sine egne grupper, og lavede en stribe plader for Blue Note pladeselskabet, op igennem 60´erne, bl.a. The Sidewinder (1963), som blev et hit for ham. 
Morgan blev skudt på jazzklubben Slugs i New York d. 19 februar, af sin kone, som havde fundet ud af hans sidespring til en anden kvinde. 

## Diskografi
- Indeed
- Introducing
- Lee Morgan Sextet
- Lee Morgan vol. 3
- City Lights
- The Cooker
- Candy
- Here is Lee Morgan
- The Young Lions
- Expoobident
- Lee-Way
- Take Twelve
- The Sidewinder
- Search for the New Land
- Tom Cat
- The Rumproller
- The Gigolo
- Cornbread
- Infinity
- Delightfulee
- Charisma
- The Rajah
- Standards
- Sonic Boom
- Procrastinator
- The Sixth Sense
- Taru
- Caramba
- Live at the Ligthhouse
- The Last Session